# Argol (Finistère)
Argol település Franciaországban, Finistère megyében. Lakosainak száma 1043 fő (2022. január 1.). Argol Crozon, Landévennec, Saint-Nic, Telgruc-sur-Mer és Trégarvan községekkel határos.

## Népesség
A település népességének változása:
| Lakosok száma | 819  | 700  | 698  | 796  | 1023 | 1030 | 991  | 998  | 998  | 1043 |
|               | 1968 | 1982 | 1990 | 2006 | 2013 | 2015 | 2017 | 2019 | 2020 | 2022 |